# Calle de Zorrilla
La calle de Zorrilla, antiguamente calle del Sordo, es una calle del distrito Centro de Madrid. Comienza en la calle de Cedaceros y termina en el paseo del Prado. Tiene cruces con la calle de Jovellanos (donde se encuentra el Teatro de la Zarzuela), la calle de Fernanflor y la del Marqués de Cubas. Debe su nombre al dramaturgo José Zorrilla.

## Historia

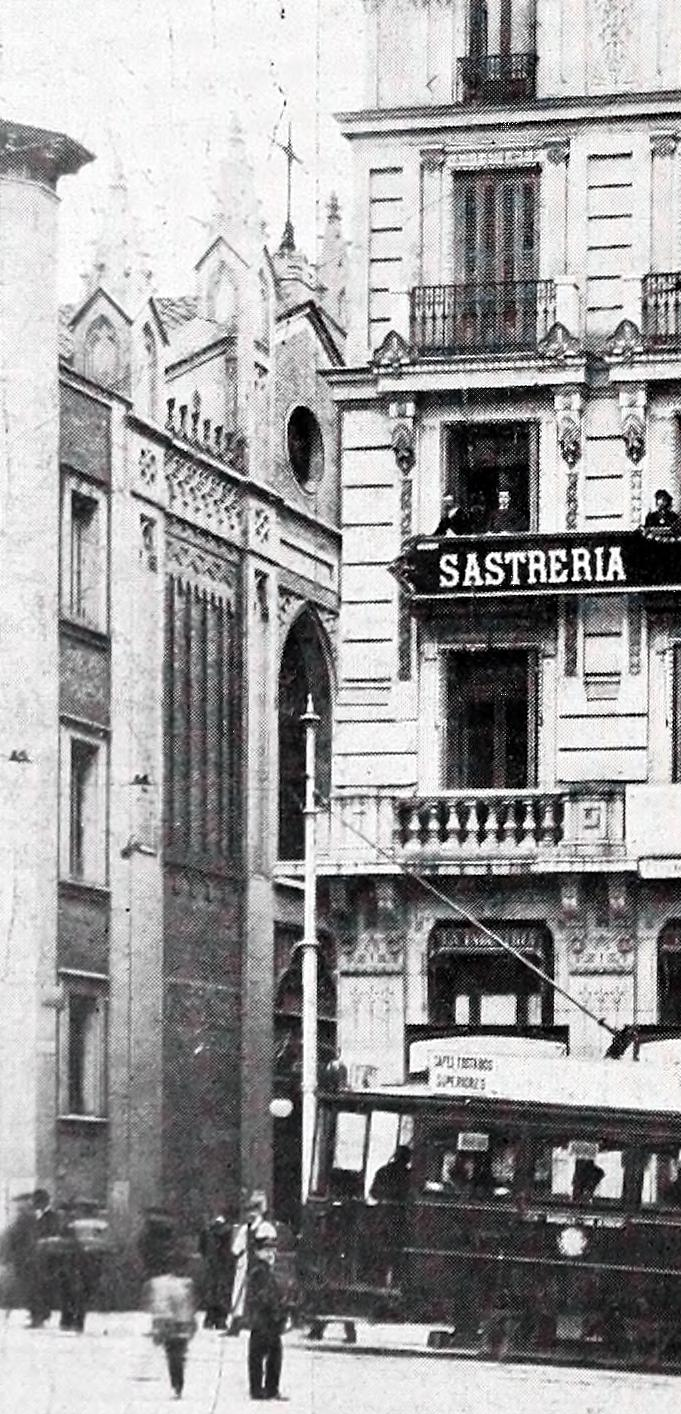
Comienzo de la calle con la desaparecida iglesia de San Luis Gonzaga (1908).

Al parecer en su origen se llamaba ‘calle del Sordo’, porque antes de que existiera la calle, hubo en aquellos descampados un ventorro cuyo propietario «era sordo y daba cobijo a los malhechores, lucrándose con el dinero que recibía a cambio. Para colmo, se decía que su mujer era ciega y sus hijos cojos y jorobados». El nombre del Sordo pasó a designar el lugar y posteriormente a la calle. Por un acuerdo municipal fechado el 10 de febrero de 1893, se rebautizó como ‘calle de Zorrilla’, un mes antes de que falleciera el autor de Don Juan Tenorio.
En el inicio de la calle, en el lado derecho, estuvo el Hospital de San Pedro y San Pablo o de los Italianos, fundado en 1587; también allí, pero en el lado izquierdo, pusieron su palacio los marqueses de Santiago, que en el siglo xix pasó a ser residencia de los Jesuitas, junto con la iglesia de San Luis Gonzaga. Asimismo, en el tramo entre Floridablanca y Fernanflor, da a esta calle la parte trasera del Palacio de las Cortes que alberga el Congreso de los Diputados. Ya al final de la calle, llegando al Prado, se halla la fachada principal y la entrada del palacio ducal de Villaehermosa, luego ocupado por el Museo Thyssen-Bornemisza. Y frente al edificio de Villahermosa estuvo otro palacete, el de los marqueses de Retortillo, de estilo italiano y desaparecido en el primer tercio del siglo xx.
Azorín residió en esta calle hasta su muerte en 1967.